# Burg Bittelbrunn
Die Burg Bittelbrunn, auch Bittelbrunner Schlössle genannt, ist eine abgegangene Wasserburg im Stadtteil Bittelbrunn der Stadt Engen im Landkreis Konstanz in Baden-Württemberg.
Von der 1581 erwähnten als Burckstal Zanecks zue Bittalbrunn in Bittelbrunn, als deren Besitzer die Herren von Zaneck genannt werden, ist nichts mehr erhalten. Es befand sich möglicherweise an der Stelle des heutigen Schlosses Bittelbrunn.